# Jim och piraterna Blom
Jim och piraterna Blom är en svensk äventyrsfilm från 1987 i regi av Hans Alfredson. I huvudrollerna ses Johan Åkerblom, Ewa Fröling och Jan Malmsjö. Filmen hade biopremiär i Sverige den 12 februari 1987.

## Handling
Filmen handlar om den 8-årige pojken Jim som bor i Tomelilla och vars pappa (Stellan Skarsgård) nyligen dött. 
Spöket efter Jims pappa börjar att besöka honom och trösta honom. Senare försvinner spöket och Jim börjar fantisera om att han är kapten på ett piratskepp och ute på äventyr med sin mamma, pappa och piraten Eskil Blom. Hasse Alfredson spelade själv Kolavippen, det vill säga en inkarnation av Döden.

## Om filmen
Filmen premiärvisades 12 februari 1987 på biografen Rio i Tomelilla.
Filmens titel anspelar på den tecknade serien Terry och piraterna, som också har distribuerats under titeln Jim och piraterna i Sverige.

### Utgivning
Filmen finns utgiven på VHS och DVD av Svensk filmindustri.

## Rollista
- Johan Åkerblom – Jim
- Ewa Fröling – Siv, Jims mamma
- Stellan Skarsgård – Gustav, Jims pappa
- Jan Malmsjö – Ove Bengtsson
- Hans Alfredson – Kolavippen
- Stig Olin – Herr "Potatis-Algot" Lind
- Dora Söderberg – Potatis-Algots fru Lind
- Carl Billquist – Magister Sylve "Sylen"
- Folke Lindh – Professor Spuling
- Mats Bergman – Dummerjöns
- Jim Hughes – Sven Råttnos
- Catharina Alinder – Lisa
- Lena T. Hansson – Inez
- Martin Lindström – Sture Brink
- Michael Segerström – Filmregissören
- Stellan Sundahl – Gösta Nilsson
- Michael Nyqvist – Darth Vader, Lisas pojkvän
- Sten Hellström och Jesper Danielsson – Eskil Blom
- Rolf Adolfsson och Christina Schultzberg – Adam Blom
- Mats Ingerdal – herr Örwall
- Pierre Johnsson – Gula Faran
- Jerri Bergström – Halvdan
- Kenneth Milldoff – Bruno, kock
- Harald Treutiger – Reporter[2]

### Fotnoter
1. 1 2 3 4 5 6 7 8 9 10 11 12 13 14  Svensk Filmdatabas, Svenska Filminstitutet, läs online, läst: 26 september 2022.[källa från Wikidata]
2. 1 2 3 4 5  ”Jim och piraterna Blom (1987) - SFdb”. https://www.svenskfilmdatabas.se/sv/item/?type=film&itemid=14750#comments. Läst 26 maj 2023.
3. ↑  ”Jim & piraterna Blom | Svensk mediedatabas (SMDB)”. smdb.kb.se. https://smdb.kb.se/catalog/id/001398889. Läst 26 september 2022.